# Cacosternum
Cacosternum (лат.) — род земноводных семейства Pyxicephalidae, обитающий в Центральной и Южной Африке.

## Классификация
На октябрь 2018 года в род включают 16 видов:
- Cacosternum aggestum Channing at al., 2013 — Лягушки-крошки
- Cacosternum australis Channing at al., 2013
- Cacosternum boettgeri (Boulenger, 1882) — Лягушка-крошка Бёттгера
- Cacosternum capense Hewitt, 1925 — Капская лягушка-крошка
- Cacosternum karooicum Boycott at al., 2002
- Cacosternum kinangopensis Channing & Schmitz, 2009
- Cacosternum leleupi Laurent, 1950 — Заирская лягушка-крошка
- Cacosternum namaquense Werner, 1910 — Светлоголовая лягушка-крошка
- Cacosternum nanogularum Channing at al., 2013
- Cacosternum nanum Boulenger, 1887 — Бронзовая лягушка-крошка
- Cacosternum parvum Poynton, 1963
- Cacosternum platys Rose, 1950
- Cacosternum plimptoni Channing at al., 2005
- Cacosternum rhythmum Channing at al., 2013
- Cacosternum striatum FitzSimons, 1947
- Cacosternum thorini Conradie, 2014

Cacosternum poyntoni теперь признана синонимом Cacosternum nanum.